# Nicholas Saputra
Nicholas Schubring Saputra, znany jako Nicholas Saputra (ur. 24 lutego 1984 w Dżakarcie) – indonezyjski aktor i producent filmowy.
Rozpoznawalność zyskał po zagraniu roli Ranggi w filmie Ada Apa dengan Cinta?.

## Filmografia
- 2002: Ada Apa dengan Cinta?
- 2003: Biola Tak Berdawai
- 2003: Arisan!
- 2005: Janji Joni
- 2005: Gie
- 2007: 3 Hari Untuk Selamanya
- 2008: Cinta Setaman
- 2008: 3 Doa 3 Cinta
- 2008: Drupadi

Źródło:.

## Nagrody
- Najlepszy aktor – Aktor Terbaik (Biola Tak Berdawai), Bali International Film Festival 2003
- Nagroda Citra (rola Gie), Festival Film Indonesia 2005
- Most Favourite Actor (Janji Joni), MTV Indonesia Movie Awards 2005
- Aktor Terpuji jako Gie, Festival Film Bandung 2006
- Most Favourite Actor (rola Gie), MTV Indonesia Movie Awards 2006

Źródło:.